# كارل روز (لاعب كرة قدم)
كارل روز هو لاعب كرة قدم كندي، ولد في 25 نوفمبر 1952 في لندن في المملكة المتحدة. شارك مع منتخب كندا لكرة القدم.

## وصلات خارجية
- كارل روز على موقع الاتحاد الدولي (مؤرشف)  (الإنجليزية)
- كارل روز على موقع ناشيونال فوتبول تيمز (الإنجليزية)
- كارل روز على موقع عالم كرة القدم.نت (الإنجليزية)
- كارل روز على موقع اللجنة الأولمبية الدولية (الإنجليزية)
- كارل روز على موقع أوليمبيديا (الإنجليزية)
- كارل روز على موقع اللجنة الأولمبية الكندية (الإنجليزية)